# ウィキノミクス
『ウィキノミクス マスコラボレーションによる開発・生産の世紀へ』（Wikinomics）はドン・タプスコットとアンソニー・D・ウィリアムズが共著した本。原著は2006年刊。日本語版（井口耕二訳）は日経BP社から2007年6月11日に刊行された。

## 内容
階層型の指揮命令系統をとる組織によって構成される旧来の世界に対し、ウェブを通じた無数の人の協働（コラボレーション）によって成立する世界を「ウィキノミクス」（Wikinomics - Wiki〈ウィキ〉と Economics〈経済学〉のかばん語）と定義。ウィキやブログ、SNSなどウィキノミクスを支えるツールの活用によって起きている現象について解説している。
ウィキノミクスの基本原理として、「オープン性」「ピアリング」「共有」「グローバルな行動」の4つを挙げている。
いわゆる「ウェブ2.0」について書いた本であるが、「旧世界と新世界」「大企業と消費者」といった対立軸とは異なる中立的な視点に立っているのが特徴である。本書には、P&G、ボーイングなど伝統的な大企業が多く登場し、こうした企業がウィキノミクス的な考え方を生かしてイノベーションや業務効率化を実現している様子が描かれている。
最終章には「この本を編集し続けましょう！（みなさんの意見が、ぜひ必要なのです）」という言葉と、www.wikinomics.com というURLだけが載っており、本書の主張そのままに、編集への参加を促している。

## 用語
- ピアプロダクション：マスコラボレーションと同義。対等な相手同士（ピア・トゥ・ピア）の共同作業
- DIY

## 書籍情報
- 日経BP社（2007/06/11、ISBN 978-4-8222-4587-0）